# 岐阜県第5区
岐阜県第5区（ぎふけんだい5く）は、日本の衆議院議員総選挙における選挙区。1994年（平成6年）の公職選挙法改正で設置。

## 区域

### 現在の区域
2013年（平成25年）公職選挙法改正以降の区域は以下のとおりである。
- 多治見市
- 中津川市
- 瑞浪市
- 恵那市
- 土岐市

2005年（平成17年）に旧長野県山口村は中津川市に越県編入のため、長野4区から本区へ移行したが、法律上での市郡名に変化はなかった（実際に恵那郡の全町村は山口村と同日に中津川市に編入されたため、郡としては消滅した）。
- 多治見市
- 中津川市
- 瑞浪市
- 恵那市
- 土岐市
- 土岐郡
- 恵那郡

### 2005年以前の区域
1994年（平成6年）公職選挙法改正から2013年の小選挙区改定までの区域は以下のとおりである。
- 多治見市
- 中津川市
- 瑞浪市
- 恵那市
- 土岐市
- 土岐郡
- 恵那郡

## 歴史
岐阜県南東部、東濃地方がエリア。この地域は、旧岐阜2区より恵那市を地盤とした古屋亨（自民党、1909-1991）が、強固な保守地盤を築いており、亨の養子（血縁上では甥に当たる）・古屋圭司が、1990年の第39回衆議院議員総選挙から2003年の第43回衆議院議員総選挙まで旧岐阜2区及び岐阜5区で自民党公認で連続5選していた。しかし、2000年代に入ると古屋一強体制が崩れる。
2005年の第44回衆議院議員総選挙では古屋が郵政民営化法案に反対票を投じたことから党の公認を得られず無所属で立候補。自民党が対立候補（いわゆる「刺客」候補）として新たに公認した党本部職員の和仁隆明や民主党公認となった土岐市出身の阿知波吉信らと争い、古屋が制した。この選挙では、自民党岐阜県連が党本部公認の和仁を応援せずに対立候補の古屋を支援したため、選挙後に処分が行われた。
2009年の第45回衆議院議員総選挙では、共産党が候補者擁立を取りやめたため、古屋と阿知波との争いとなり、民主党への全国的な追い風に乗る形で阿知波が小選挙区で勝利。古屋は小選挙区で初めて落選したが、重複立候補していた比例東海ブロックで比例復活当選し、議席を辛うじて死守した。
2012年の第46回衆議院議員総選挙では、変わって民主党への全国的な逆風の中での選挙戦となり、古屋が選挙区での議席を奪還。阿知波は得票数が前回の半分にも満たずに敗れ、比例復活も出来ず、議席を失った。
2014年の第47回衆議院議員総選挙は、古屋、阿知波、共産党新人の三つ巴の闘いになったが、古屋が圧勝（9選）。阿知波は比例復活も出来ず落選。
2017年の第48回衆議院議員総選挙も、古屋、希望の党に移籍した阿知波、共産党新人の三つ巴の闘いになったが、古屋が圧勝（10選）。阿知波は比例復活も出来ず三度落選し、選挙後政界引退を表明。
2021年の第49回衆議院議員総選挙では、古屋は多治見市で敗れるなど、立憲民主党新人の今井瑠々に追い上げを許すも、これを振り切り11選。
2024年の第50回衆議院議員総選挙では、古屋は立憲民主党新人の眞野哲に比例復活を許すも、これを振り切り12選。

## 小選挙区選出議員
| 選挙名                 | 年     | 当選者     | 党派       |
| ---------------------- | ------ | ---------- | ---------- |
| 第41回衆議院議員総選挙 | 1996年 | 古屋圭司   | 自由民主党 |
| 第42回衆議院議員総選挙 | 2000年 | 古屋圭司   | 自由民主党 |
| 第43回衆議院議員総選挙 | 2003年 | 古屋圭司   | 自由民主党 |
| 第44回衆議院議員総選挙 | 2005年 | 古屋圭司   | 無所属     |
| 第45回衆議院議員総選挙 | 2009年 | 阿知波吉信 | 民主党     |
| 第46回衆議院議員総選挙 | 2012年 | 古屋圭司   | 自由民主党 |
| 第47回衆議院議員総選挙 | 2014年 | 古屋圭司   | 自由民主党 |
| 第48回衆議院議員総選挙 | 2017年 | 古屋圭司   | 自由民主党 |
| 第49回衆議院議員総選挙 | 2021年 | 古屋圭司   | 自由民主党 |
| 第50回衆議院議員総選挙 | 2024年 | 古屋圭司   | 自由民主党 |

## 選挙結果
時の内閣：第1次石破内閣 解散日：2024年10月9日 公示日：2024年10月15日 （全国投票率：53.85%（2.08%））
| 当落 | 候補者名 | 年齢 | 所属党派     | 新旧 | 得票数   | 得票率 | 惜敗率 | 推薦・支持 | 重複 |
| ---- | -------- | ---- | ------------ | ---- | -------- | ------ | ------ | ---------- | ---- |
| 当   | 古屋圭司 | 71   | 自由民主党   | 前   | 73,679票 | 48.27% | ――     | 公明党推薦 | ○    |
| 比当 | 眞野哲   | 63   | 立憲民主党   | 新   | 58,973票 | 38.64% | 80.04% |            | ○    |
|      | 山田良司 | 64   | 日本維新の会 | 元   | 19,973票 | 13.09% | 27.11% |            | ○    |

時の内閣：第1次岸田内閣 解散日：2021年10月14日 公示日：2021年10月19日
当日有権者数：27万3847人 最終投票率：62.72%（前回比：1.36%） （全国投票率：55.93%（2.25%））
| 当落 | 候補者名 | 年齢 | 所属党派     | 新旧 | 得票数   | 得票率 | 惜敗率 | 推薦・支持               | 重複 |
| ---- | -------- | ---- | ------------ | ---- | -------- | ------ | ------ | ------------------------ | ---- |
| 当   | 古屋圭司 | 69   | 自由民主党   | 前   | 82,140票 | 48.49% | ――     | 公明党推薦               | ○    |
|      | 今井瑠々 | 25   | 立憲民主党   | 新   | 68,615票 | 40.50% | 83.53% | 社会民主党岐阜県連合支持 | ○    |
|      | 山田良司 | 61   | 日本維新の会 | 元   | 9,921票  | 5.86%  | 12.08% |                          | ○    |
|      | 小関祥子 | 68   | 日本共産党   | 新   | 8,736票  | 5.16%  | 10.64% |                          |      |

- 今井は2023年岐阜県議会議員選挙（多治見市選挙区）に無所属（自由民主党推薦）で立候補し当選。

時の内閣：第3次安倍第3次改造内閣 解散日：2017年9月28日 公示日：2017年10月10日
当日有権者数：28万3802人 最終投票率：61.36%（前回比：2.76%） （全国投票率：53.68%（1.02%））
| 当落 | 候補者名   | 年齢 | 所属党派   | 新旧 | 得票数   | 得票率 | 惜敗率 | 推薦・支持 | 重複 |
| ---- | ---------- | ---- | ---------- | ---- | -------- | ------ | ------ | ---------- | ---- |
| 当   | 古屋圭司   | 64   | 自由民主党 | 前   | 92,113票 | 54.05% | ――     | 公明党推薦 | ○    |
|      | 阿知波吉信 | 54   | 希望の党   | 元   | 57,982票 | 34.02% | 62.95% |            | ○    |
|      | 小関祥子   | 64   | 日本共産党 | 新   | 20,318票 | 11.92% | 22.06% |            |      |

時の内閣：第2次安倍改造内閣 解散日：2014年11月21日 公示日：2014年12月2日
当日有権者数：28万3034人 最終投票率：58.60%（前回比：6.32%） （全国投票率：52.66%（6.66%））
| 当落 | 候補者名   | 年齢 | 所属党派   | 新旧 | 得票数   | 得票率 | 惜敗率 | 推薦・支持 | 重複 |
| ---- | ---------- | ---- | ---------- | ---- | -------- | ------ | ------ | ---------- | ---- |
| 当   | 古屋圭司   | 62   | 自由民主党 | 前   | 90,116票 | 55.82% | ――     | 公明党推薦 | ○    |
|      | 阿知波吉信 | 51   | 民主党     | 元   | 53,111票 | 32.90% | 58.94% |            | ○    |
|      | 鷹見信義   | 68   | 日本共産党 | 新   | 18,215票 | 11.28% | 20.21% |            |      |

時の内閣：野田第3次改造内閣 解散日：2012年11月16日 公示日：2012年12月4日
当日有権者数：28万6822人 最終投票率：64.92% （全国投票率：59.32%（9.96%））
| 当落 | 候補者名   | 年齢 | 所属党派   | 新旧 | 得票数   | 得票率 | 惜敗率 | 推薦・支持 | 重複 |
| ---- | ---------- | ---- | ---------- | ---- | -------- | ------ | ------ | ---------- | ---- |
| 当   | 古屋圭司   | 60   | 自由民主党 | 前   | 98,718票 | 55.58% | ――     | 公明党     | ○    |
|      | 阿知波吉信 | 49   | 民主党     | 前   | 55,283票 | 31.12% | 56.00% |            | ○    |
|      | 井上諭     | 45   | 日本共産党 | 新   | 18,837票 | 10.60% | 19.08% |            |      |
|      | 加納有輝彦 | 52   | 幸福実現党 | 新   | 4,789票  | 2.70%  | 4.85%  |            |      |

時の内閣：麻生内閣 解散日：2009年7月21日 公示日：2009年8月18日
当日有権者数：28万9490人 最終投票率：75.97% （全国投票率：69.28%（1.77%））
| 当落 | 候補者名   | 年齢 | 所属党派   | 新旧 | 得票数    | 得票率 | 惜敗率 | 推薦・支持 | 重複 |
| ---- | ---------- | ---- | ---------- | ---- | --------- | ------ | ------ | ---------- | ---- |
| 当   | 阿知波吉信 | 46   | 民主党     | 新   | 114,676票 | 53.19% | ――     |            | ○    |
| 比当 | 古屋圭司   | 56   | 自由民主党 | 前   | 100,931票 | 46.81% | 88.01% |            | ○    |

時の内閣：第2次小泉改造内閣 解散日：2005年8月8日 公示日：2005年8月30日
当日有権者数：29万646人 最終投票率：74.07% （全国投票率：67.51%（7.65%））
| 当落 | 候補者名   | 年齢 | 所属党派   | 新旧 | 得票数   | 得票率 | 惜敗率 | 推薦・支持 | 重複 |
| ---- | ---------- | ---- | ---------- | ---- | -------- | ------ | ------ | ---------- | ---- |
| 当   | 古屋圭司   | 52   | 無所属     | 前   | 88,874票 | 42.04% | ――     |            | ×    |
|      | 和仁隆明   | 30   | 自由民主党 | 新   | 55,432票 | 26.22% | 62.37% |            | ○    |
|      | 阿知波吉信 | 42   | 民主党     | 新   | 52,976票 | 25.06% | 59.61% |            | ○    |
|      | 井上諭     | 37   | 日本共産党 | 新   | 14,143票 | 6.69%  | 15.91% |            |      |

時の内閣：第1次小泉第2次改造内閣 解散日：2003年10月10日 公示日：2003年10月28日 最終投票率：68.59% （全国投票率：59.86%（2.63%））
| 当落 | 候補者名 | 年齢 | 所属党派   | 新旧 | 得票数    | 得票率 | 惜敗率 | 推薦・支持 | 重複 |
| ---- | -------- | ---- | ---------- | ---- | --------- | ------ | ------ | ---------- | ---- |
| 当   | 古屋圭司 | 51   | 自由民主党 | 前   | 110,553票 | 57.30% | ――     |            | ○    |
|      | 武田規男 | 38   | 民主党     | 新   | 67,546票  | 35.01% | 61.10% |            | ○    |
|      | 井上諭   | 36   | 日本共産党 | 新   | 14,834票  | 7.69%  | 13.42% |            |      |

時の内閣：第1次森内閣 解散日：2000年6月2日 公示日：2000年6月13日 （全国投票率：62.49%（2.84%））
| 当落 | 候補者名 | 年齢 | 所属党派   | 新旧 | 得票数    | 得票率 | 惜敗率 | 推薦・支持 | 重複 |
| ---- | -------- | ---- | ---------- | ---- | --------- | ------ | ------ | ---------- | ---- |
| 当   | 古屋圭司 | 47   | 自由民主党 | 前   | 114,654票 | 57.62% | ――     |            | ○    |
|      | 武田規男 | 35   | 民主党     | 新   | 56,658票  | 28.47% | 49.42% |            | ○    |
|      | 加藤隆雄 | 51   | 日本共産党 | 新   | 27,684票  | 13.91% | 24.15% |            | ○    |

時の内閣：第1次橋本内閣 解散日：1996年9月27日 公示日：1996年10月8日 （全国投票率：59.65%（8.11%））
| 当落 | 候補者名   | 年齢 | 所属党派   | 新旧 | 得票数   | 得票率 | 惜敗率 | 推薦・支持 | 重複 |
| ---- | ---------- | ---- | ---------- | ---- | -------- | ------ | ------ | ---------- | ---- |
| 当   | 古屋圭司   | 43   | 自由民主党 | 前   | 79,133票 | 42.41% | ――     |            | ○    |
|      | 安藤通広   | 61   | 新進党     | 新   | 50,496票 | 27.06% | 63.81% |            |      |
|      | 山下八洲夫 | 54   | 無所属     | 前   | 34,764票 | 18.63% | 43.93% |            | ×    |
|      | 稲熊治郎   | 71   | 日本共産党 | 新   | 13,272票 | 7.11%  | 16.77% |            |      |
|      | 近藤秀一   | 41   | 民主党     | 新   | 8,935票  | 4.79%  | 11.29% |            | ○    |

- 中選挙区制時代から中津川市を地盤に日本社会党から当選を重ねてきた山下八洲夫は民主党からの出馬を希望したものの、党本部が難色を示したことやすでに近藤秀一を公認していたことから無所属での出馬となった。落選後、民主党入りし、第18回参議院議員通常選挙で当選した。